# Pero Mendiz da Fonseca
Pero Mendiz da Fonseca (fl. XIII secolo) è stato un trovatore, forse portoghese, attivo verso la fine del XIII secolo.
È autore di sei componimenti poetici: cinque cantigas de amor e una cantiga de escarnio. 